# 木村昌福
木村 昌福（きむら まさとみ、1891年（明治24年）12月6日 - 1960年（昭和35年）2月14日）は、日本の海軍軍人。最終階級は海軍中将。静岡県生まれ。
現場叩き上げの指揮官として太平洋戦争の海上戦闘で数々の武勲を立てたが、特に「奇跡の作戦」といわれた『キスカ島撤退作戦』を指揮し、5千名あまりの日本将兵の無血撤退を成功させた事績で名高い。

## 略歴
静岡県静岡市紺屋町で代言人（現在の弁護士に相当）の父・近藤壮吉と母・すずの次男として生まれる。生後すぐに木村家（母の実家、元鳥取藩士）の養子となり、木村家の籍に入ったが（このため本籍は鳥取県鳥取市）、引き続き静岡の近藤家で養育された。
父の壮吉は立憲改進党の党員で政治好きであり、1910年（明治43年）に選挙に失敗して財産を失い、各地を流浪して1916年（大正5年）に下関で客死した。母のすずは、東京女子高等師範学校1期生の才媛であり、夫が財産を失った後は、女子美術学校（女子美術大学の前身）の教員、帝国女子医科専門学校（東邦大学の前身）の舎監を務めて家計を支えた。
静岡師範学校附属小学校、静岡県立静岡中学校を経て海軍兵学校第41期入校。席次は入校時120名中84番、卒業時118人中107番。同期に草鹿龍之介、大田実、市丸利之助、田中頼三、中原義正、保科善四郎らがいる。
開戦時は巡洋艦「鈴谷」艦長。1943年2月に第3水雷戦隊司令官に着任。ビスマルク海海戦で重傷を負い、復帰後第1水雷戦隊司令官に着任。7月にはキスカ島撤退作戦を成功させる。1944年にはレイテ島挺身輸送作戦「多号作戦」を二度指揮して成功させ、さらにミンドロ島の米上陸地点への突入作戦「礼号作戦」をも成功させた。
その後、海軍兵学校防府分校長、防府海軍通信学校長（兼任）として終戦を迎える。終戦後に海軍中将に進級した。
1947年（昭和22年）11月28日、公職追放の仮指定を受けた。

## 人物像
あだ名は名前を音読みにした「ショーフク」。トレードマークは、顔面からはみ出したカイゼル髭。大変な酒豪で若い頃から家に帰れば酒ばかり飲んでいたというが、一方で謡曲や茶道の心得もあったという。
海軍兵学校の卒業成績（ハンモックナンバー）が下位で、かつ海軍大学校甲種学生を経ていない。人事においてハンモックナンバーが重視される日本海軍では目立つ存在ではなかった。大佐時代には彼よりも卒業年次が下の小柳富次（海兵42期）、中澤佑（海兵43期）に指揮継承順位を追い越されていた。しかし、太平洋戦争開戦時には熟練した「水雷屋」として一定の評価を得ており、水雷艇長・掃海艇長を3度、駆逐艦長を5度、駆逐隊司令を3度務め、いわゆる「水雷屋」のコースそのものを歩んでいる。ただ、「水雷屋」の要件とされた水雷学校高等科学生の履歴がなく、海軍士官としての専門を持たない、いわゆる「ノーマーク士官」であった。海軍省や軍令部での経験が無い艦隊勤務一筋の実戦派提督であり、勇猛果敢で豪放磊落な性格の人柄で知られ、部下をむやみやたらに叱ることもなく、常に沈着冷静な態度であったので、将兵からの信頼は厚かったと言われる。
「鈴谷」艦長時代にベンガル湾での通商破壊戦において敵の輸送船（民間船）を撃沈する際に乗員を退去させてから沈めるという人道的配慮を見せた。この際、自艦の機銃指揮官が射撃命令を出そうとしたとき、艦橋から身を乗り出して「撃っちゃあいかん、いかんぞぉ!」と大声を出して制止した。
ミッドウェイ海戦では、所属する第七戦隊（司令官栗田健男中将）と共に攻略部隊支援隊として参加。4空母が沈んだことで混乱した連合艦隊からの第七戦隊だけでの同島砲撃命令を受けて突入を開始。しかし到着直前に命令は撤回され合流指示が届き、逆に同戦隊は敵前に孤立する羽目になる。全速で戦場離脱、本隊への合流を図る第七戦隊だが、不運にも米潜水艦と遭遇、これを回避しようとした際に命令伝達が混乱し、僚艦の「最上」と「三隈」が衝突、最上は大破してしまう。栗田は上級司令部に報告するが返事はなく、何時までも敵前に居ては戦隊全てが全滅してしまうと判断、健在な鈴谷と旗艦「熊野」は引き続き本隊合流に向かい、最上と三隈は味方勢力圏への退却を決断する。その後護衛の駆逐艦「朝潮」「荒潮」が補給を済ませたうえで反転し最上、三隈の救援に赴き、敵機の空襲で大破した三隈の乗員を救助している。一説には、木村の指揮する鈴谷は「我機関故障」と偽って戦隊と離れ、大破漂流する僚艦「三隈」乗員救助に当たり、多くの命を救ったともいう話もある。しかしこの証言は「鈴谷」運用長のみのもので、当時の記録には鈴谷が戦隊と別れた記録はなく、救助された「三隈」乗員で「鈴谷」に直接救助されたと証言している者はいないため信憑性は低い。尚記録上では「荒潮」が救助した「三隈」の崎山釈夫艦長以下生存者を、本隊合流後に「鈴谷」が収容したとされている。
その他にも数々の海戦に参加しており、ビスマルク海海戦では護衛部隊指揮官として参加。任務には失敗し、艦橋で敵攻撃機の機銃掃射により左腿、右肩貫通、右腹部盲貫銃創を負い倒れるが、最後まで指揮を行った。この際、信号員が咄嗟に挙げた「指揮官重傷」の信号旗を「陸兵さんが心配する」と叱りつけて下げさせ、「只今の信号は誤りなり」と訂正させたというエピソードも残っている。
キスカ島撤退作戦では、隠密作戦に必要な濃霧が発生している天候を待ち続け、作戦を強行する事はしなかった。1回目の出撃ではキスカ島の目前まで進出しながらも、霧が晴れた為突入を断念。強行突入を主張する部下たちに「帰ろう、帰ればまた来られるから」と諭して帰投し、状況をよく判断した指揮を行った。痺れを切らした軍令部や連合艦隊司令部からの催促や弱腰との非難にも意に介さず、旗艦で釣りをしたり、司令室で参謀と碁を打つなどして平気な顔をしていたという逸話がある一方、百神の加護を願う漢詩を詠んでいる。上層部の批判に心動かされること無く慎重を重ねた指揮を行い、2回目の出撃では濃霧に恵まれたこともあり、アメリカ軍に作戦を悟られず、味方に全く犠牲を出さずにキスカ島の守備隊5,200人を短時間で救出する。この作戦成功により昭和天皇に拝謁する栄誉を受けた。
日本海軍の水上作戦で最後の勝利となった「礼号作戦」（ミンドロ島沖海戦）に司令官として参加。この際、「大淀」「足柄」の巡洋艦2隻と駆逐艦6隻の布陣であったが、敢えて旗艦に巡洋艦を選ばず、駆逐艦「霞」を選んでいる。この作戦では「清霜」を失うものの、作戦目的の敵上陸地点の砲撃と敵輸送船団への攻撃は成功に終わり各艦避退に移る中、「旗艦は清霜の乗員を救出する、各艦は合同して避退せよ」との命令を出し、自ら殿軍となって敵魚雷艇の襲撃及び敵空襲の危険の大きい海域に止まり機関を停止しての救出活動を敢行、感銘を受けた艦隊各艦の必死の防戦と救助活動により、残った全艦で無事帰還している。この際には撤退を勧める周囲の具申に対して、「まだだ、まだ見落としていないか」と海上に浮かんでいる生存者を徹底的に探索するよう命令を下している。
木村の敵味方を問わず常に人命を疎かにしなかったこと、慎重且つ的確な指揮統率を行い正しい判断を下す判断能力、そして運の強さは身内の日本軍よりもむしろ戦後になってから敵手たるアメリカ海軍関係者や軍事研究家から高い評価を受けた。
内地帰還後の1945年1月3日に軍令部出仕。6月1日には海軍対潜学校長、7月15日には海軍兵学校教頭となり、当時校長であった開戦以来の上官である栗田健男と共に後進の育成に取り組む。それからほどなくして終戦。
海軍が解体される直前の11月1日、日本海軍最後となる中将に昇進。これは海軍大臣米内光政の推薦であったとされる（「ポツダム進級」項目参照）。戦後は山口県防府市の海軍兵学校防府分校跡地に於いて、彼を慕う旧部下と共に製塩業を営んだ。資金調達や販売先の確保などに自ら奔走し事業は成功した。トレードマークであったカイゼル髭を剃り落し、穏やかな日々を送ったと言われる。
太平洋戦争中の数々の武勲や戦歴についても寡黙であり、1957年に元海軍中佐で戦史家の千早正隆が木村らに取材してキスカ撤退作戦の経緯を「太平洋海戦最大の奇蹟」として雑誌に発表するまでは、家族ですら木村の事績を知らなかったという。
実兄近藤憲二（40期、大佐）、実弟近藤一声（50期、戦死後大佐）もともに海軍軍人で、憲二は開戦前の1940年（昭和15年）に病没、一声は1943年コロンバンガラ島沖海戦で「神通」副長として戦死している。

## 年譜
- 1891年（明治24年）12月6日 - 静岡県静岡市生
- 1909年（明治42年）3月 - 静岡県立静岡中学校卒業
- 1909年（明治42年）9月12日 - 海軍兵学校入校
- 1913年（大正2年）12月9日 - 海軍兵学校卒業 ・ 海軍少尉候補生・装甲巡洋艦「浅間」乗組
- 1914年（大正3年）4月20日 - 練習艦隊遠洋航海出発 ホノルル~アメリカ西海岸方面巡航
  - 8月11日 - 帰着
  - 8月13日 - 装甲巡洋艦「八雲」乗組
  - 12月1日 - 任 海軍少尉
- 1915年（大正4年）12月13日 - 戦艦「相模」乗組
- 1916年（大正5年）4月4日 - 2等巡洋艦「須磨」乗組
  - 12月1日 -  任 海軍中尉・海軍水雷学校普通科学生
- 1917年（大正6年）6月1日 - 海軍砲術学校普通科学生
  - 12月1日 -  臨時南洋群島防備隊附
- 1918年（大正7年）7月1日 - 横須賀鎮守府附
  - 7月16日 -  戦艦「三笠」乗組
- 1920年（大正9年）7月22日 - 舞鶴鎮守府附
  - 9月1日 - 水雷第2艇隊艇長心得兼海軍水雷学校教官
  - 12月1日 - 任 海軍大尉
- 1921年（大正10年）7月27日 - 運送艦「青島」分隊長
  - 同年、原田貞と結婚。昌福の死まで生涯を共にし、2男1女を得た。
- 1922年（大正11年）4月11日 - 待命
  - 9月1日 - 水雷第2艇隊長兼海軍水雷学校教官
- 1923年（大正12年）6月30日 - 1等水雷艇「鴎」艇長
  - 7月10日 - 兼 水雷学校教官
- 1923年（大正12年）12月1日 - 第3掃海艇長
- 1925年（大正14年）12月1日 - 掃海艇「夕暮」艇長
- 1926年（大正15年）8月1日 - 兼 掃海艇「如月」艇長
  - 12月1日 -  任 海軍少佐・駆逐艦「槇」艦長
- 1929年（昭和4年）5月10日 - 1等駆逐艦「朝凪」艦長 兼 1等駆逐艦「追風」艦長
  - 9月5日 -  2等駆逐艦「萩」艦長
- 1930年（昭和5年）11月15日 - 1等駆逐艦「帆風」艦長
- 1932年（昭和7年）1月28日 - 砲艦「堅田」艦長
  - 9月20日 -  第3艦隊司令部附
  - 12月1日-  任 海軍中佐・河川用砲艦「熱海」艦長
- 1934年（昭和9年）3月10日 - 1等駆逐艦「朝霧」艦長
- 1935年（昭和10年）11月15日 - 第16駆逐隊司令
- 1936年（昭和11年）12月1日 - 第21駆逐隊司令
- 1937年（昭和12年）12月1日 - 任 海軍大佐・第8駆逐隊司令
- 1939年（昭和14年）1月28日 - 特設水上機母艦「香久丸」特務艦長
  - 4月20日 - 運送艦「知床」特務艦長
  - 12月5日 - 軽巡洋艦「神通」艦長
- 1940年（昭和15年）10月15日 - 重巡洋艦「鈴谷」艦長
- 1942年（昭和17年）11月1日 - 任 海軍少将
  - 11月24日 - 横須賀鎮守府出仕
  - 12月5日 - 舞鶴海軍警備隊司令官 兼 舞鶴海兵団長
- 1943年（昭和18年）2月5日 - 第1艦隊司令部附
  - 2月14日 - 第3水雷戦隊司令官
  - 3月6日 - 横須賀鎮守府附
  - 6月8日 - 第1水雷戦隊司令官
- 1944年（昭和19年）11月20日 - 第2水雷戦隊司令官
- 1945年（昭和20年）1月3日 - 軍令部出仕
  - 2月18日 - 連合艦隊司令部附
  - 4月25日 - 兼 海軍総隊司令部附[6]
  - 6月1日- 海軍対潜学校長 兼海軍技術会議議員 兼海軍艦政本部技術会議議員[7]
  - 7月15日 - 海軍兵学校教頭兼防府分校長 兼監事長 兼海軍防府通信学校長
  - 10月1日 - 横須賀鎮守府附
  - 11月1日 - 任 海軍中将（帝国海軍最後の中将昇進[注 2]）
  - 11月10日 - 予備役編入
- 1946年3月 - 退役軍人らの自活策のため自ら資金調達、防府市の旧・通信学校敷地の一部「二ノ枡塩田」の払い下げを受け、近傍の三田尻塩業協同組合の協力・支援を得て「二ノ枡塩田開発組合」（のち二ノ枡塩田組合と改称）を発足。同組合の理事長（実質は組合長）に就任。以後、元部下らと共に製塩業に取り組み、自ら遠方への営業活動にも当たった。
- 1959年（昭和34年） - 1950年代中期から技術革新による塩の生産過剰が問題となり、木村は製塩業の縮小策と部下たちの再就職に奔走するも、この年8月胃癌再発により入院。同年、防府地区の塩田は国策による塩業整備臨時措置法の対象となり、二ノ枡塩田組合は11月廃止（のち三田尻塩田記念産業公園が設けられた）。
- 1960年（昭和35年）2月14日 - 胃癌進行により千葉大学医学部附属病院にて死去。享年68。戒名は「春厳院泰徳瑞雲昌福居士」。

## 家族
- 父：近藤壮吉
- 母：すず
- 兄：近藤憲治[3] 海軍大佐 （静岡中学時代、野球部に所属した[8][9]）
- 弟：近藤一声 海軍大佐